# 시청대로
시청대로(Sicheong-daero)는 세종특별자치시 대평동 별빛영화마을 앞과 집현동을 잇는 도로이다. 도로명은 세종특별자치시청에서 따왔지만, 세종특별자치시청의 도로명은 시청대로에 속하지 않고, 한누리대로에 속한다.

## 연혁
- 2014년 11월 4일: 도로명으로 시청대로를 고시

## 주요 경유지
세종특별자치시
- 대평동 - 보람동 - 소담동 - 반곡동 - 집현동

## 노선
| 이름                                       | 접속 노선     | 소재지         | 소재지 | 비고 |
| ------------------------------------------ | ------------- | -------------- | ------ | ---- |
| (이름 없음)                                | 갈매로        | 세종특별자치시 | 대평동 | 기점 |
| (이름 없음)                                | 대평로        | 세종특별자치시 | 대평동 |      |
| (이름 없음)                                | 보람서로      | 세종특별자치시 | 보람동 |      |
| (이름 없음)                                | 보람2길       | 세종특별자치시 | 보람동 |      |
| (이름 없음)                                | 보람3길       | 세종특별자치시 | 보람동 |      |
| 세종우체국                                 |               | 세종특별자치시 | 보람동 |      |
| (이름 없음)                                | 보람동로      | 세종특별자치시 | 보람동 |      |
| (이름 없음)                                | 소담2로       | 세종특별자치시 | 소담동 |      |
| (이름 없음)                                | 소담3로       | 세종특별자치시 | 소담동 |      |
| (이름 없음)                                | 소담로        | 세종특별자치시 | 소담동 |      |
| (이름 없음)                                | 소담4로       | 세종특별자치시 | 소담동 |      |
| (이름 없음)                                | 국책연구원2로 | 세종특별자치시 | 반곡동 |      |
| 한국조세재정연구원                         |               | 세종특별자치시 | 반곡동 |      |
| (이름 없음)                                | 국책연구원3로 | 세종특별자치시 | 반곡동 |      |
| (이름 없음)                                | 국책연구원4로 | 세종특별자치시 | 반곡동 |      |
| 세종국책연구단지                           |               | 세종특별자치시 | 반곡동 |      |
| (이름 없음)                                | 절제로        | 세종특별자치시 | 반곡동 |      |
| (이름 없음)                                | 반곡로        | 세종특별자치시 | 반곡동 |      |
| 반곡초등학교                               |               | 세종특별자치시 | 반곡동 |      |
| 반곡중학교                                 |               | 세종특별자치시 | 반곡동 |      |
| (이름 없음)                                | 반곡로        | 세종특별자치시 | 반곡동 |      |
| (이름 없음)                                | 한누리대로    | 세종특별자치시 | 반곡동 |      |
| 반곡고등학교                               |               | 세종특별자치시 | 반곡동 |      |
| 미개통 구간 (삼성천을 건너는 교량, 0.13km) |               |                |        |      |
| (이름 없음)                                | 집현서로      | 세종특별자치시 | 집현동 |      |
| (이름 없음)                                | 남세종로      | 세종특별자치시 | 집현동 |      |
| (이름 없음)                                | 행복대로      | 세종특별자치시 | 집현동 | 종점 |

## 주요 건물 및 시설
- 세종우체국 (세종특별자치시 시청대로 180)
- 한국조세재정연구원 (세종특별자치시 시청대로 336)
- 세종국책연구단지 (세종특별자치시 시청대로 370)
- 반곡초등학교 (세종특별자치시 시청대로 468)
- 반곡중학교 (세종특별자치시 시청대로 480)
- 반곡고등학교 (세종특별자치시 시청대로 566)